# فوينسالدانيا
فوينسالدانيا (بالإسبانية: Fuensaldaña)‏ هي بلدية تقع في مقاطعة بلد الوليد، قشتالة وليون، إسبانيا. وفقًا لتعداد عام 2004 (المعهد الوطني للإحصائيات)، يبلغ عدد سكان البلدية 1149 نسمة.